# Thria decaryi
Thria decaryi är en fjärilsart som beskrevs av Pierre E.L. Viette 1966. Thria decaryi ingår i släktet Thria och familjen nattflyn. Inga underarter finns listade i Catalogue of Life.